# Mezzaluna Rossa libica

il simbolo della Mezzaluna Rossa

La Mezzaluna Rossa libica è la società nazionale di Croce Rossa e Mezzaluna Rossa della Libia, stato del Nordafrica.

## Denominazione ufficiale
- الهلال الأحمر الليبي  in arabo, idioma ufficiale del paese;
- Libyan Red Crescent (LRC), in lingua inglese, denominazione utilizzata internazionalmente presso la Federazione.

## Organizzazione
La sede si trova a Bengasi.

## Attività
La Mezzaluna Rossa libica è uno dei membri del Rome Consensus per la lotta alla tossicodipendenza.